# Iosif Szasz
Iosif Szasz (* 16. Mai 1932 in Bonțida, Kreis Cluj) ist ein ehemaliger rumänischer Politiker der Rumänischen Arbeiterpartei PMR (Partidul Muncitoresc Român) und ab 1965 PCR (Partidul Comunist Român), der unter anderem zwischen 1979 und 1989 Kandidat des Politischen Exekutivkomitees des Zentralkomitees (ZK) der PCR sowie von November bis Dezember 1989 Sekretär des ZK war.

## Leben
Szasz, der zur Minderheit der Magyaren in Rumänien gehört, war als Schlosser tätig und trat im Juli 1953 der Rumänischen Arbeiterpartei PMR (Partidul Muncitoresc Român) als Mitglied bei. Nach einem einjährigen Studium 1959 an der Hochschule der Komsomol in Moskau war er zwischen 1959 und November 1965 als Sekretär für Propaganda und Agitation des Parteikomitees der Region Brașov tätig. Danach war er von November 1965 bis März 1968 Erster stellvertretender Leiter der Organisationsabteilung des Parteikomitees der Region Brașov sowie zwischen März 1968 und dem 16. März 1971 Instrukteur des ZK.
Daraufhin war Szasz, der auch ein Studium an der Fakultät für Wirtschaftswissenschaften an der Akademie für Sozial- und Politikwissenschaften „Ștefan Gheorghiu“ absolvierte, zwischen dem 16. März 1971 und 1978 stellvertretender Leiter der ZK-Abteilung für Organisation sowie von Oktober 1978 bis zum 17. Januar 1987 Erster Sekretär des Parteikomitees und Präsident des Exekutivkomitees des Volksrates im Kreis Harghita. Szasz wurde am 21. Juli 1972 Kandidat des ZK der PCR.
Auf dem Zwölften Parteitag der PCR vom 19. bis 23. November 1979 wurde er Mitglied des ZK der PCR und gehörte diesem Gremium bis zur Revolution am 22. Dezember 1989 an. Zugleich wurde er auch Kandidat des Politischen Exekutivkomitees des ZK der PCR und verblieb auch in dieser Funktion bis zum 22. Dezember 1989.
1980 wurde er ferner Mitglied der Großen Nationalversammlung (Marea Adunare Națională) und vertrat in dieser bis zum 22. Dezember 1989 den Wahlkreis Miercurea Ciuc-Nord Nr. 1. Während seiner Parlamentszugehörigkeit war er zwischen dem 28. März 1980 und dem 22. Dezember 1989 auch Vizepräsident der Großen Nationalversammlung. Des Weiteren war er vom 17. Januar 1987 bis zum 1. Dezember 1989 Erster Sekretär des Parteikomitees und Präsident des Exekutivkomitees des Volksrates im Kreis Caraș-Severin.
Zuletzt war Szasz zwischen dem 3. November und dem 22. Dezember 1989 auch Sekretär des ZK der PCR und übte daneben vom 1. bis 22. Dezember 1989 die Funktion als Präsident des Zentralrates zur Kontrolle der Arbeit wirtschaftlicher und sozialer Aktivitäten.
Für seine langjährigen Verdienste wurde Szasz unter anderem 1949 den Stern der Volksrepublik Rumänien Zweiter Klasse (Ordinul Steaua Republicii Socialiste Române) ausgezeichnet.